# Eudòxia (prenom)
Eudòxia és un prenom femení català que prové del prenom grec Eudoxia, que significa bona opinió, bona doctrina, bona fama, cèlebre. La variant Eudòcia per a qualques fonts és una variant d'aquest prenom, mes per a d'altres és un prenom diferent, també provinent del grec, amb el significat de que té bona voluntat.
Variant: Eudòcia, Eudòsia
Versió masculina: Eudòxius; Eudoci; Eudosi; Eudoxi

## Difusió
En l'àmbit català, aquest prenom és conegut perquè era el d'Eudòxia Comnena, princesa romana d'Orient, l'àvia materna de Jaume I el Conqueridor.
Versions en altres llengües:
- Anglès: Eudoxia, Eudocia
- Castellà: Eudoxia, Eudocia, Eudosia
- Francès: Eudoxie, Eudocie
- Holandès: Eudoxia
- Italià: Eudossia, Eudocia
- Polonès: Eudoksja
- Occità: Eudòxia, Eudòcia, Eudòsia

## Onomàstica
Hi ha qualques sants que portaren aquest prenom amb diverses variants:
- Santa Eudòcia, verge, 6 de gener
- Santa Eudòcia, màrtir, 1 de març
- Sant Eudosi, màrtir, 5 de setembre
- Sant Eudosi, màrtir, 2 de novembre
- Sant Eudòxius, abat, 2 de novembre

## Biografies
- Variant Eudòxia:
  - Èlia Eudòxia, esposa de l'emperador Arcadi
  - Eudòxia Augusta, esposa de l'emperador Teodosi II
  - Eudòxia, esposa de Valentinià III
  - Eudòxia Comnena, princesa romana d'Orient, senyora consort de Montpeller
  - Eudòxia Licínia, filla de Teodosi II i esposa de Valentinià III i de Petroni Màxim
  - Eudòxia, filla de Valentinià III
  - Fàbia Eudòxia, esposa de l'emperador Heracli
  - Eudòxia Epifania, filla de l'emperador Heracli
  - Eudòxia, tercera esposa de l'emperador Constantí V
  - Eudòxia Decapolitissa, esposa de l'emperador Miquel III
  - Eudòxia, tercera dona de l'emperador Lleó VI el Filòsof
  - Eudòxia Inguerina, concubina de l'emperador Miquel III, més tard esposa de Basili el Macedoni
  - Eudòxia, filla gran de l'emperador romà d'Orient Constantí VIII
  - Eudòxia Macrembolitissa, esposa de l'emperador Constantí X Ducas i després de l'emperador Romà IV Diògenes
  - Eudòxia Comnena (filla d'Andrònic Comnè), filla d'Andrònic Comnè, segon fill de l'emperador Joan II Comnè
  - Eudòxia Angelina, filla d'Aleix III Àngel i concubina i després muller d'Aleix V Ducas.
  - Eudòxia Lascarina, filla de l'emperador de Nicea Teodor II Làscaris
- Variant masculina:
  - Eudoxi (metge), metge romà d'Orient
  - Eudoxi Heros, jurista romà d'Orient
  - Eudoxi (astrònom), matemàtic i astrònom de l'acadèmia de Plató

## Geografia històrica
Hi hagué diverses ciutats de l'Àsia Menor que portaren aquest nom:
- Eudòcia de Frígia
- Eudòcia de Pamfília
- Eudòcia de Lícia
- Eudòcia de Capadòcia